# Martín Carrizo
Martín Carrizo (Buenos Aires, 3 de enero de 1972 - San Isidro, Buenos Aires, 11 de enero de 2022) fue un baterista, ingeniero de sonido y productor argentino. Actuó con artistas como A.N.I.M.A.L., Walter Giardino Temple, Gustavo Cerati, Pr3ssiøn y el Indio Solari.

## Carrera musical
Fue baterista de A.N.I.M.A.L. entre 1994 y 1997, grabando los álbumes Fin de un mundo enfermo y El nuevo camino del hombre. Con A.N.I.M.A.L. recorrió casi toda la Argentina, Sudamérica, parte de Centroamérica y algunas ciudades de Estados Unidos, realizando más de 400 recitales. 
En 1997 participó en el evento Zildjian Day en Argentina, organizado por la marca de platillos Zildjian, que consistía en una gira mundial con los dos «mejores bateristas del mundo» y dos representantes del país donde se realizaba. Aquí Martín Carrizo compartió escenario con Simon Phillips y Dennis Chambers. También dio clases entre los años 1995 y 1998 y dictó clínicas de batería explicando su técnica y promocionando a las marcas Mapex, Remo, Zildjian, Nord Lead y Ddrum por todo el país.
En octubre de 1997, Carrizo se alejó de A.N.I.M.A.L. por razones personales. A los pocos meses lo convocó Walter Giardino, guitarrista de Rata Blanca, para que fuera el baterista de su proyecto solista, llamado Walter Giardino Temple, grabando el único disco que tuvo este proyecto. Junto a Giardino llenó dos teatros Maipo, un Estadio Obras (compartiendo estos shows con la banda Deep Purple) y un estadio mundialista de Mar del Plata (también compartiendo escenario con Deep Purple).
Enseguida lo convocó Gustavo Cerati para que fuese su baterista en la grabación del disco Bocanada, y para realizar su primera gira fuera de Soda Stereo. Realizaron setenta shows por toda Sudamérica, Centroamérica y varias ciudades de Estados Unidos.
En 2001 grabó el álbum PR3SSiON, compuesto y producido  por él mismo. En 2003 se reencontró con Andrés Giménez y decidió regresar a A.N.I.M.A.L., no solo como baterista y compositor ―como en los anteriores discos de la banda― sino también como arreglador, productor técnico de grabación y técnico de mezcla. El disco fue creado íntegramente en MC Producciones, el estudio casero del propio Martín Carrizo. Este disco, llamado Combativo mostró un sonido bastante renovado y fue editado por Universal México y distribuido en casi todo el mundo. Con este disco hizo varios shows en Argentina, todo México y un show en Rock al Parque (de Colombia). A fines de 2005 la banda se disuelve definitivamente.
En 2006 Carrizo fue nominado como mejor baterista de los últimos veinte años del rock en Argentina, premio que entregaba Rock&Pop para los Rock&Pop Awards. Conformó junto a Christian 'Titi' Lapolla la banda Power of Soul con la cual grabaron un disco. En 2007 fue convocado por el Indio Solari (exlíder de Patricio Rey y sus Redonditos de Ricota) como ingeniero de sonido para realizar su disco solista Porco Rex y tocar varias de las baterías que suenan en el mismo. En 2008, el Indio Solari invitó a Carrizo a tocar los últimos 5 temas en los dos recitales del cierre de su gira en el estadio de La Plata. A partir de ese momento, el Indio lo incorporó a su banda, además de ser su ingeniero de grabación. En 2010, nuevamente con Indio Solari, participó en su tercer álbum, El perfume de la tempestad, como baterista e ingeniero. En 2013 participó de su cuarto álbum Pajaritos, bravos muchachitos, como baterista e ingeniero.
A partir de 2010, Carrizo tocó en vivo con el Indio Solari y los Fundamentalistas del Aire Acondicionado en los shows multitudinarios que realizó este mítico artista argentino. En 2016 Carrizo quedó como único baterista de Indio Solari y Los Fundamentalistas del Aire Acondicionado, tomando también el rol de programador de batería y director musical de la banda en vivo.
En 2017 se anunció que no iba a formar parte del show que el Indio Solari daría en Olavarría (al menos no arriba del escenario) por "una enfermedad que le impedía tocar", y unos meses después anunció que padecía ELA (esclerosis lateral amiotrófica).

## Vida personal y fallecimiento
Era hermano de la conductora infantil actriz y cantante Cecilia "Caramelito" Carrizo y participó junto con ella en el programa, en la composición y producción de la gran mayoría de sus canciones.
En el año 2016 se le fue diagnosticada la ELA (esclerosis lateral amiotrófica), por lo cual se tuvo que apartar de los escenarios para comenzar una intensa lucha contra la enfermedad.
Tras una larga batalla, falleció en la madrugada del 11 de enero de 2022, una semana después de cumplir 50 años.

## Discografía

### Con A.N.I.M.A.L.
- 1994: Fin de un mundo enfermo (baterista).
- 1996: El nuevo camino del hombre (baterista).
- 2004: Combativo (baterista, programación de máquinas, productor, ingeniero de grabación y mezcla).

### Con Walter Giardino Temple
- 1998: Walter Giardino Temple (baterista).

### Con Gustavo Cerati
- 1999: Bocanada de Gustavo Cerati (baterista).

### Con Indio Solari
- 2007: Porco Rex del Indio Solari  (baterías, ingeniero de grabación, mezcla y mastering).
- 2010: El perfume de la tempestad, del Indio Solari  (baterías, ingeniero de grabación, mezcla y mastering).
- 2013: Pajaritos, bravos muchachitos (baterías, ingeniero de grabación, mezcla y mastering).
- 2018: El ruiseñor, el amor y la muerte,  (baterías, ingeniero de grabación, mezcla y mastering).

### Con Pr3ssiøn
- 2001: Pr3ssiøn (baterista, teclados, productor).

### Colaboraciones
- 1997: Alas (de Cabezones), como productor, ingeniero de grabación y mezcla.
- 2000: Más Allá (de Moskitodragon), como productor, ingeniero de grabación y mezcla.
- 2001: Cosas del corazón (de Abel Pintos), como productor, ingeniero de grabación y mezcla, y baterías.
- 2001: ANIMAL 6 (de A.N.I.M.A.L.), como programador de batería electrónica en «Mañana en el Abasto»).
- 2002: Quitamancha (de Rescate), como baterista en la canción «Otra oportunidad».
- 2006: Power of Soul (de Power of Soul, banda de Titi Lapolla), programación de batería.
- 2007: Rencore (de Rencore banda) como productor.
- 2013: Sin tiempo (de Leandro Fresco).
- 2013: TripTour (de Benito Cerati).
- 2019: P%tas (de Tamadre), masterización del disco.